# Nikolai Kinski

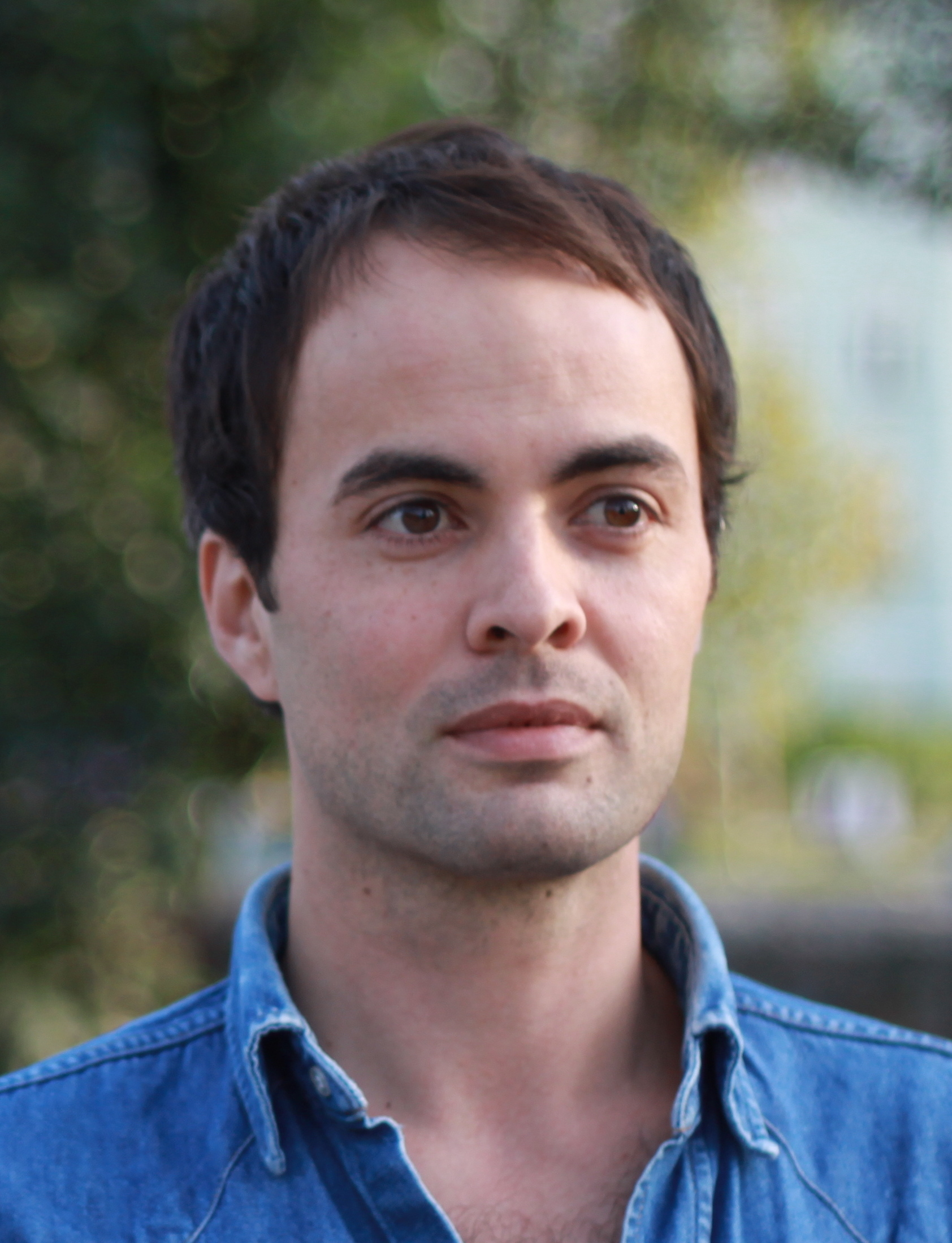
Nikolai Kinski (2011)

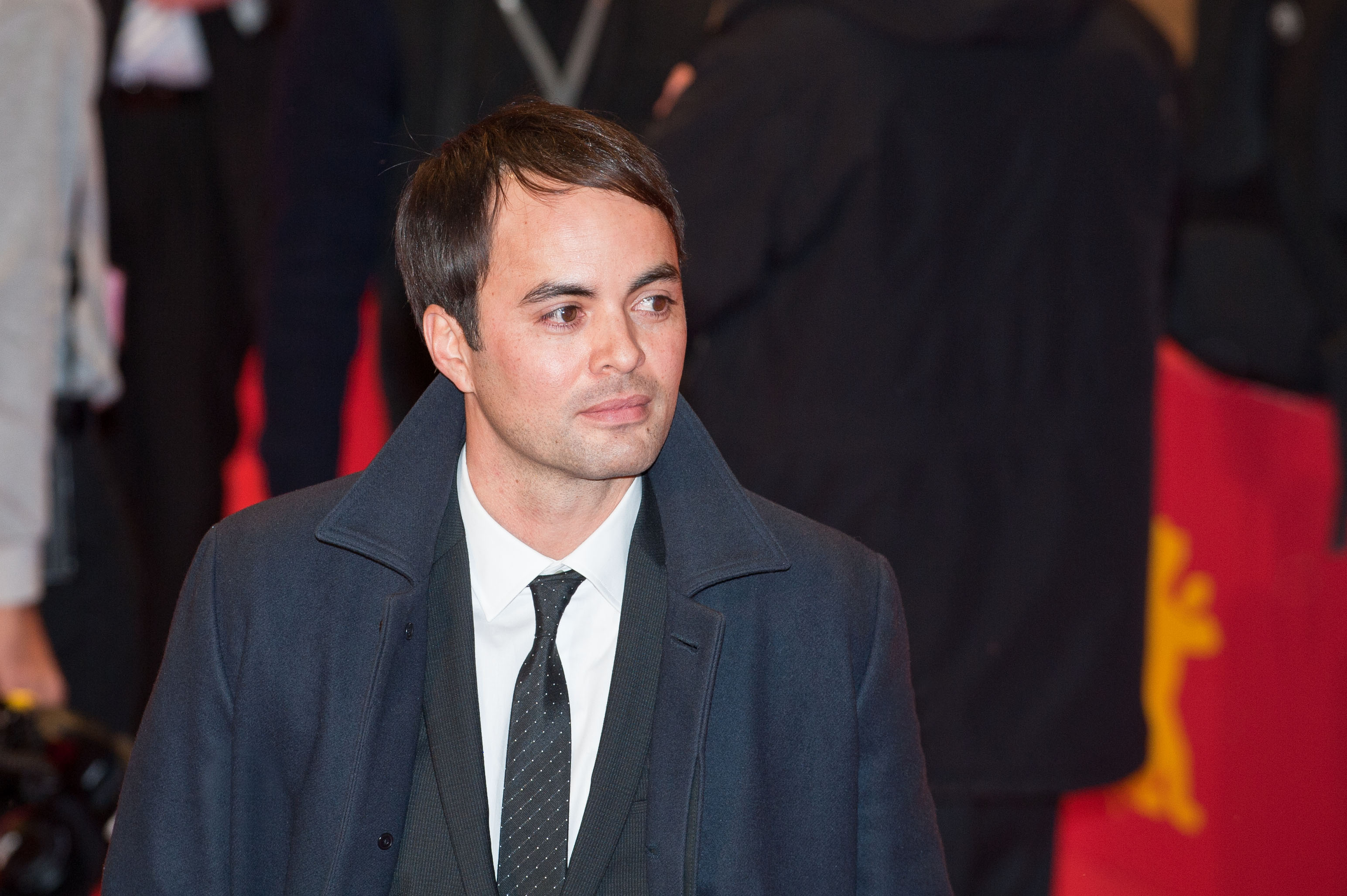
Nikolai Kinski (Berlin Film Festival 2013)

Nanhoï Nikolai Kinski (* 30. Juli 1976 in Paris) ist ein Schauspieler mit französischer und US-amerikanischer Staatsbürgerschaft. Bis zu seiner späten Einbürgerung in den USA trug er den Geburtsnamen seines Vaters, Nakszynski. Seine Eltern sind das aus Vietnam stammende Model Minhoï Geneviève Loanic und der deutsche Schauspieler Klaus Kinski, seine Halbschwestern sind Nastassja Kinski und Pola Kinski.

## Leben und Wirken
Nikolai Kinskis Mutter ist das französische Model vietnamesischer Herkunft Minhoï Loanic, die Klaus Kinski 1969 in Rom kennenlernte. Nach dem Umzug nach Paris, wo Nikolai zur Welt kam, heirateten sie 1971. 1979 ließen sie sich scheiden. Mutter und Sohn reisten zunächst durch die Welt und ließen sich 1981 beim neuen Lebensgefährten der Mutter in Lagunitas-Forest Knolls, Kalifornien, nieder. Kurz darauf zog auch Klaus Kinski dorthin, um in der Nähe seines Sohnes sein zu können.
Als Elfjähriger kam Nikolai mit der Schauspielerei in Berührung, als er 1987 an der Seite seines Vaters und dessen damaliger Lebensgefährtin Debora Caprioglio in Klaus Kinskis letztem Film Kinski Paganini als Filmsohn mitwirkte. 1994 zog Nikolai nach Los Angeles, um Schauspiel an der UCLA zu studieren. Das Studium schloss er 1998 mit einem Bachelor in Acting ab. 2000 begann er, in New York am Theater zu arbeiten, und debütierte in der Rolle des Nosferatu.
Im Herbst 2001 unternahm Nikolai Kinski eine erste Reise in die deutsche Heimat seines Vaters. Zwei Jahre später übersiedelte er nach Berlin und lernte Deutsch. In der Folgezeit wirkte er in deutschen Fernsehproduktionen und in internationalen Kinofilmen mit.
Im Jahr 2006 trug Nikolai Kinski im Rahmen der Frankfurter Buchmesse erstmals einige von Klaus Kinskis Gedichten öffentlich vor. Mit der Textzusammenstellung Kinski spricht Kinski: Fieber – Tagebuch eines Aussätzigen kehrte er auf die Bühne zurück. 2009 war Nikolai Kinski in der Rolle des Arndt von Bohlen und Halbach in dem Fernsehdreiteiler Krupp – Eine deutsche Familie zu sehen. Er spielt außerdem die Hauptrolle in dem Kinofilm Die zwei Leben des Daniel Shore von Michael Dreher, der auf den Hofer Filmtagen 2009 seine Uraufführung hatte.
Kinski trat 2009 in einem von Carola Schmidt und Claudia Rohrmoser konzipierten Musikvideo der Gruppe MIA. für eine Remix-Version des Titels mein Freund auf.
Er präsentierte 2014 die interaktive dokumentarische Webserie netwars, die sich mit einem möglichen Cyberkrieg auseinandersetzt.
Nikolai Kinski war ab 2003 Lebensgefährte der deutschen Schauspielerin und Sängerin Ina Paule Klink. 2020 wurde ihre Trennung bekannt.

## Filmografie (Auswahl)
- 1989: Kinski Paganini (Paganini)
- 1994: Jamila
- 2000: Recessions (Kurzfilm)
- 2000: West Coast
- 2001: Tortilla Soup – Die Würze des Lebens (Tortilla Soup)
- 2002: Never Get Outta the Boat
- 2002: Der Teufel der sich Gott nannte (The Devil Who Called Himself God)
- 2003: Dirty Sky
- 2003: Connecting Dots
- 2004: Untreu (Fernsehfilm)
- 2005: Tatort: Rache-Engel
- 2005: Kein Himmel über Afrika (Fernsehfilm)
- 2005: Lemniskate (Kurzfilm)
- 2006: Rohtenburg
- 2006: Klimt
- 2006: Æon Flux
- 2006: Nichts geht mehr (Kurzfilm)
- 2006: Fay Grim
- 2008: Giganten (Fernsehserie, Folge Humboldt - Ruf der grünen Hölle)
- 2008: The Secret Adventures of the Projectionist (Kurzfilm)
- 2009: Krupp – Eine deutsche Familie (Fernsehdreiteiler)
- 2009: Die Gräfin
- 2009: Die zwei Leben des Daniel Shore
- 2009: SOKO Donau – Böser Zauber
- 2009: Planet (Kurzfilm)
- 2010: Laconia (Fernsehzweiteiler)
- 2010: Kalter Hund (Kurzfilm)
- 2011: SOKO Stuttgart – Das Todesfagott
- 2012: Kommissar Stolberg – Tödliches Netz
- 2012: Ihr Name war Maria (Maria di Nazaret) (Fernsehzweiteiler)
- 2012: Belle de Lyon (Kurzfilm)
- 2012: Alex (Kurzfilm)
- 2012: Einsatz in Hamburg – Mord an Bord
- 2013: Die Frau hinter der Wand
- 2014: Yves Saint Laurent
- 2014: Küstenwache – Ehlers große Entscheidung
- 2014: Die Innere Zone
- 2014: Götz von Berlichingen
- 2014: Neben der Spur – Adrenalin
- 2014: Binny und der Geist – Der Kunstraub
- 2015: Die Himmelsleiter (Fernsehzweiteiler)
- 2015: 1915
- 2015: Point Break
- 2016: The Loner
- 2017: Axolotl Overkill
- 2017: The Yellow Birds
- 2017: Nord Nord Mord – Clüver und die wilde Nacht
- 2017: SOKO Stuttgart – Viel Liebe
- 2017: Wilsberg – Alle Jahre wieder
- 2018: Tatort – Mord Ex Machina
- 2018: Helen Dorn – Schatten der Vergangenheit
- 2018: Ein Sommer in Vietnam
- 2018: Der Mordanschlag (Fernsehzweiteiler)
- 2018: Berlin Station (Fernsehserie)
- 2019: Dead End (ZDF-Serie)
- 2019: Traumfabrik
- 2020: Barbaren (Fernsehserie)
- 2021: Nord Nord Mord — Sievers und der schönste Tag
- 2021: Tatort - Rhythm and Love
- 2021: Plan A
- 2022: Der Usedom-Krimi: Gute Nachrichten
- 2023: Vikings: Valhalla (Fernsehserie, Staffel 2, 8 Episoden)
- 2024: Masters of the Air (Miniserie)

## Theaterrollen
- 2007: Arthur Schnitzler – Der einsame Weg, Schauspielhaus Bochum
- 2008: Luigi Pirandello – Nackt, St. Pauli Theater, Regie: Peter Zadek

## Auszeichnungen
- Romy 2006: Gewinner des Publikumspreises in der Kategorie Beliebtester männlicher Shootingstar

## Diskografie
- Selbstbezichtigung (Nikolai Kinski und Mieze Katz sprechen Peter Handke, 2005)
- Fieber – Tagebuch eines Aussätzigen (Nikolai Kinski spricht Gedichte seines Vaters Klaus Kinski, 2007)